# Tadeáš Gajger
Tadeáš Gajger (* 10. listopadu 1964) je bývalý český fotbalista, obránce.

## Fotbalová kariéra
Hrál za TJ Vítkovice, Duklu Praha, Duklu Banská Bystrica, FC Vítkovice a TŽ Třinec. Získal ligový titul v sezóně 1985/1986 s Vítkovicemi. V lize nastoupil ve 42 utkáních a dal 1 gól.

## Ligová bilance
| Ročník                                   | Zápasy | Góly | Klub                  |
| ---------------------------------------- | ------ | ---- | --------------------- |
| 1. československá fotbalová liga 1984/85 | 17     | 0    | TJ Vítkovice          |
| 1. československá fotbalová liga 1985/86 | 16     | 1    | TJ Vítkovice          |
| 1. československá fotbalová liga 1986/87 | 2      | 0    | Dukla Praha           |
| 1. československá fotbalová liga 1987/88 | 5      | 0    | Dukla Banská Bystrica |
| 1. československá fotbalová liga 1988/89 | 2      | 0    | TJ Vítkovice          |
| CELKEM                                   | 42     | 1    |                       |